# Mossgrön fältmätare
Mossgrön fältmätare (Colostygia olivata) är en fjärilsart som beskrevs av Ignaz Schiffermüller 1775. Mossgrön fältmätare ingår i släktet Colostygia och familjen mätare. Arten är reproducerande i Sverige. Inga underarter finns listade i Catalogue of Life.

## Bildgalleri

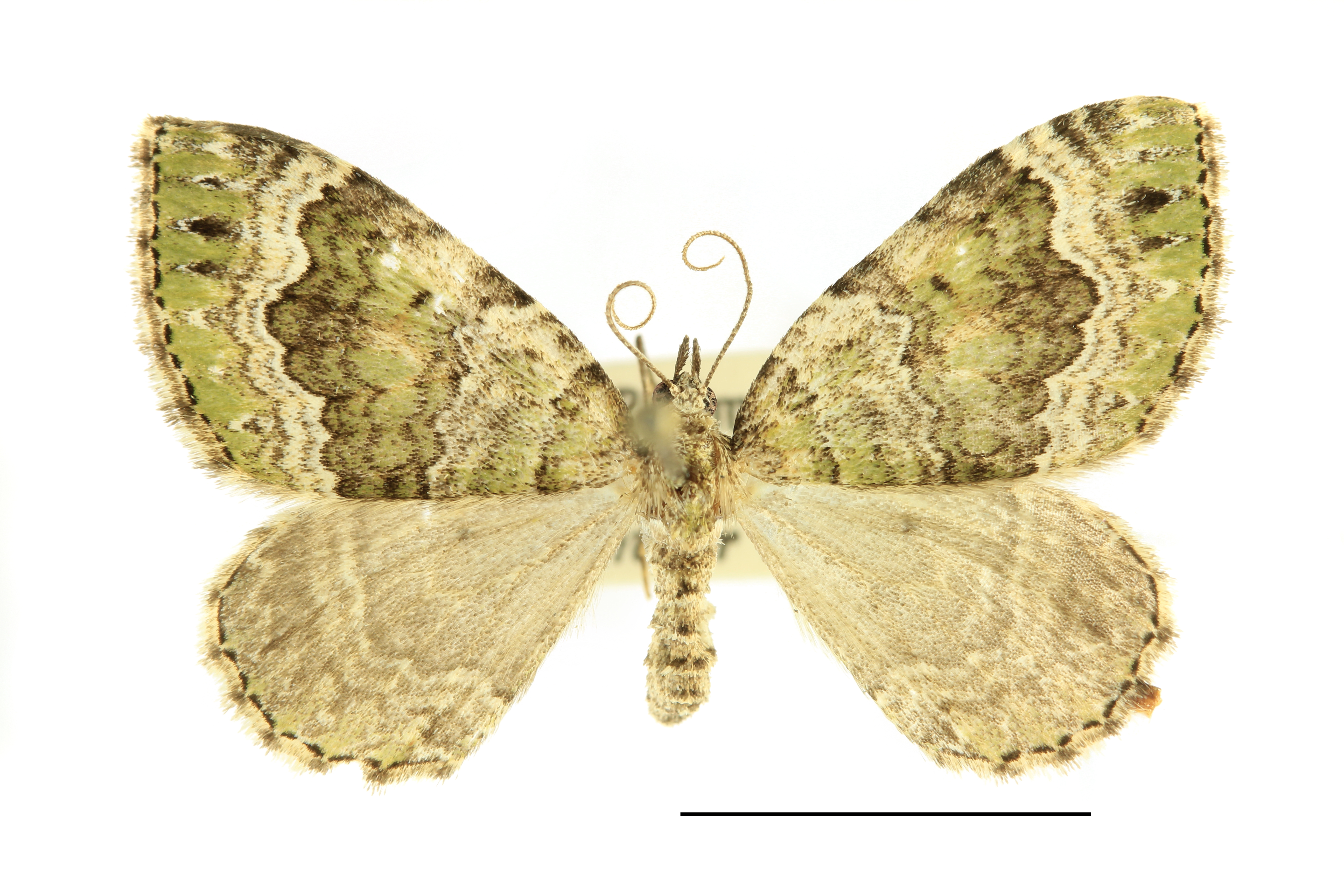
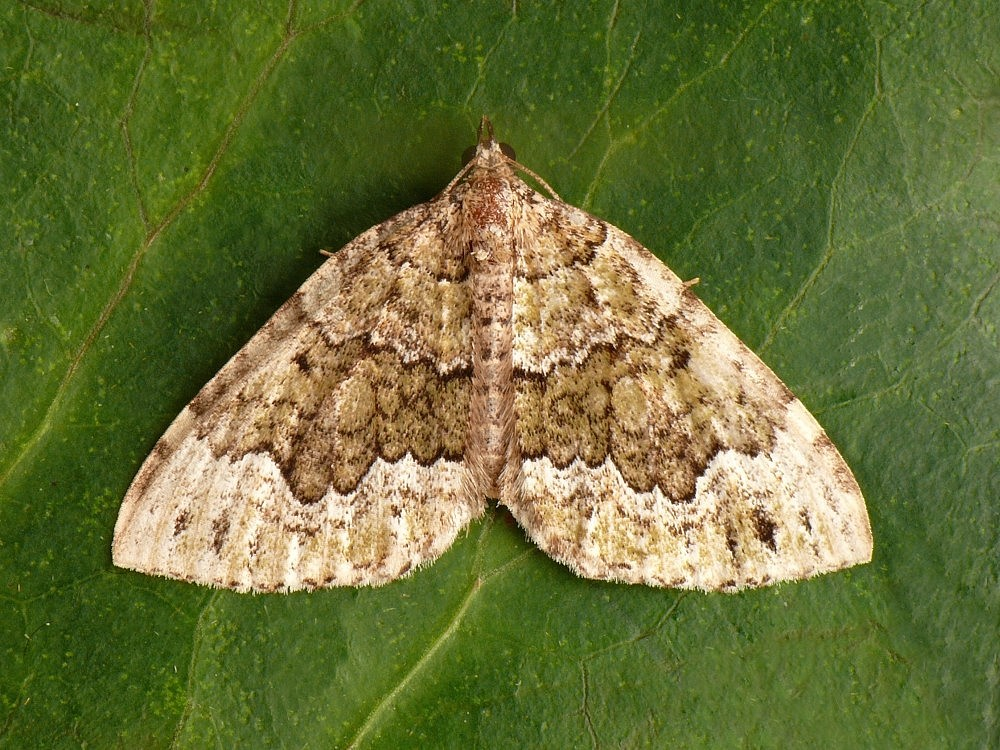
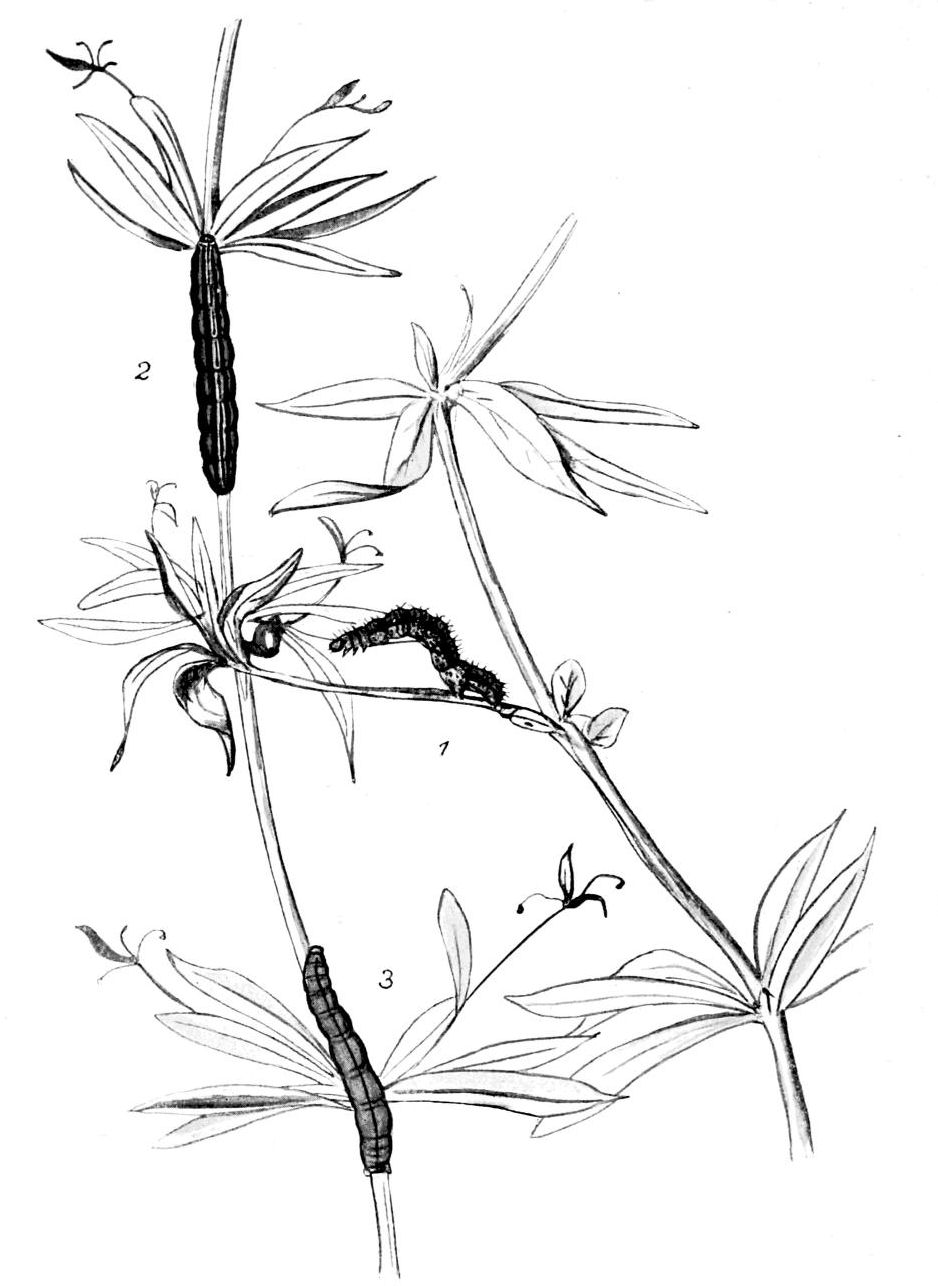
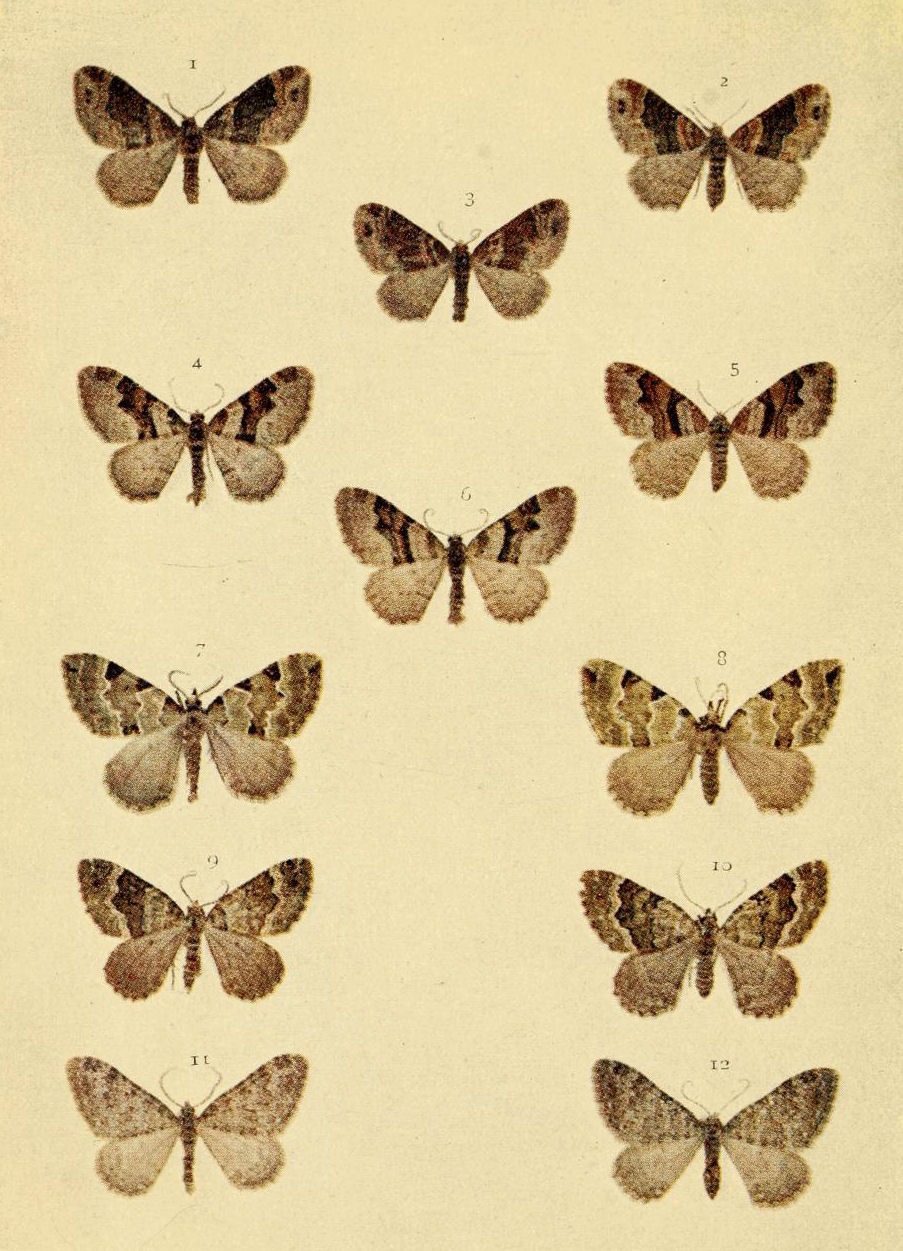